# Hypocopra annulata
Hypocopra annulata är en svampart som tillhör divisionen sporsäcksvampar, och som beskrevs av John Christian Krug och Roy Franklin Cain. Hypocopra annulata ingår i släktet Hypocopra, och familjen kolkärnsvampar. Arten är reproducerande i Sverige.